# جاي ليتش
جاي ليتش (بالإنجليزية: Jay Leach)‏ هو مدرب رياضي أمريكي، ولد في 24 مايو 1951.

## وصلات خارجية
- جاي ليتش على موقع EliteProspects.com (الإنجليزية)
- جاي ليتش على موقع HockeyDB.com (الإنجليزية)